# Kachidoki (métro de Tokyo)
Kachidoki (勝どき駅, Kachidoki-eki) est une station du métro de Tokyo sur la ligne Ōedo dans l'arrondissement de Chūō à Tokyo. Elle est exploitée par le Bureau des Transports de la Métropole de Tokyo (Toei).

## Situation sur le réseau
La station Kachidoki est située au point kilométrique (PK) 16,7 de la ligne Ōedo.

## Histoire
La station a été inaugurée le 12 décembre 2000 sur la ligne Ōedo.

## Services aux voyageurs

### Accès et accueil
La station est ouverte tous les jours.
En moyenne, 98 421 voyageurs ont fréquenté quotidiennement la station en 2015.

### Desserte
Ligne Ōedo :
- voie 1 : direction Tochōmae

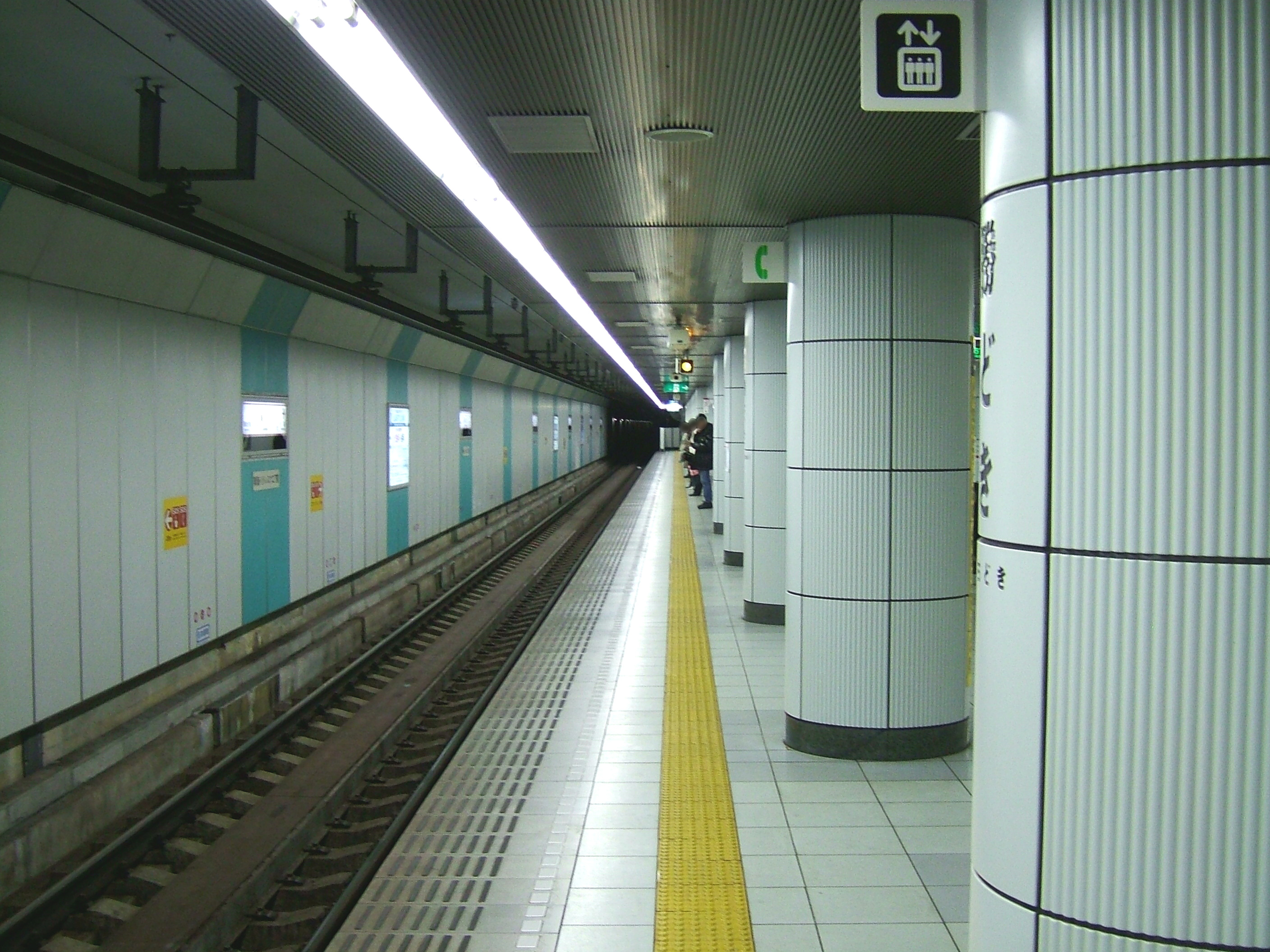
Quai de la station

- voie 2 : direction Iidabashi et Roppongi

## A proximité
- Kachidoki View Tower